# Malta Express
La Malta Express è stata una nave traghetto appartenuta alla compagnia italiana Tirrenia di Navigazione dal 1976 al 1988 e dal 1988 al 1993 alla Nav.Ar.Ma con il nome di Moby Will.

## Servizio

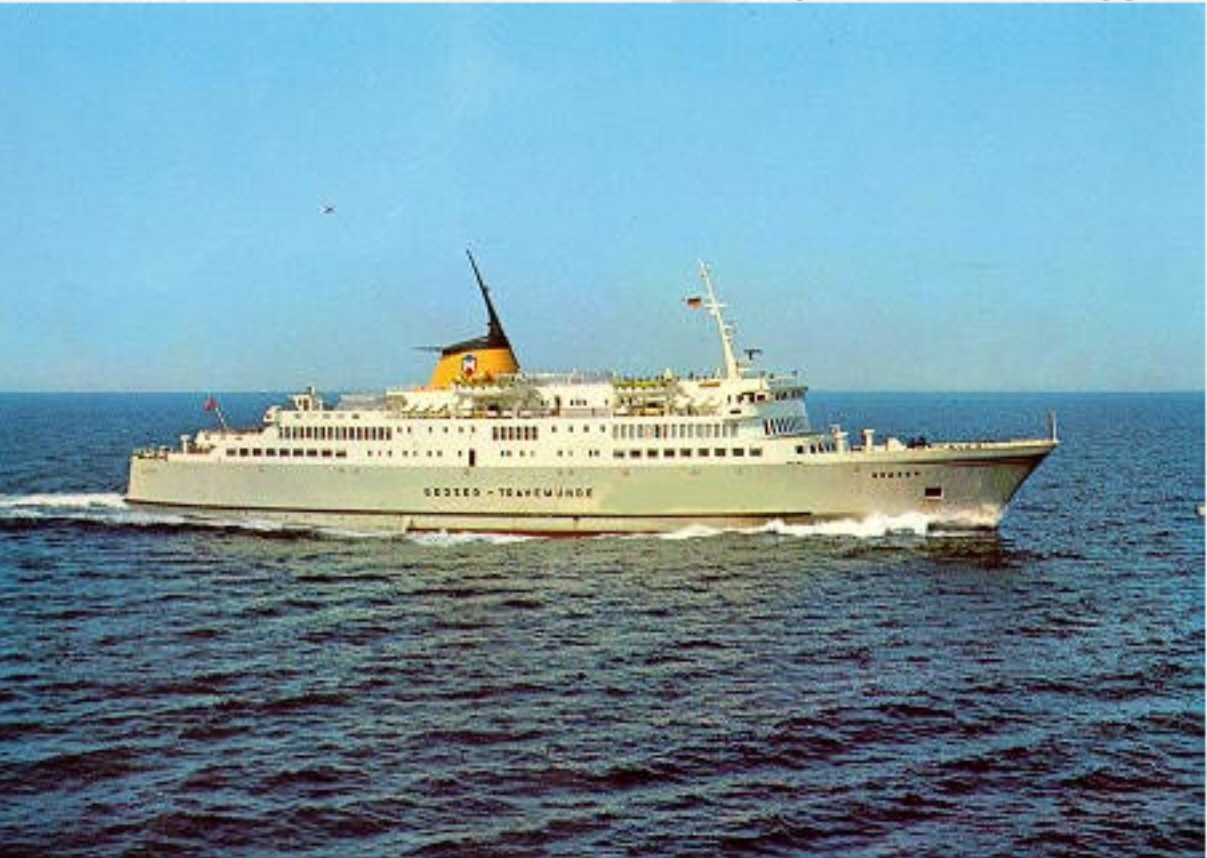
Gedser in servizio per Moltzau in una cartolina ufficiale del 1968.

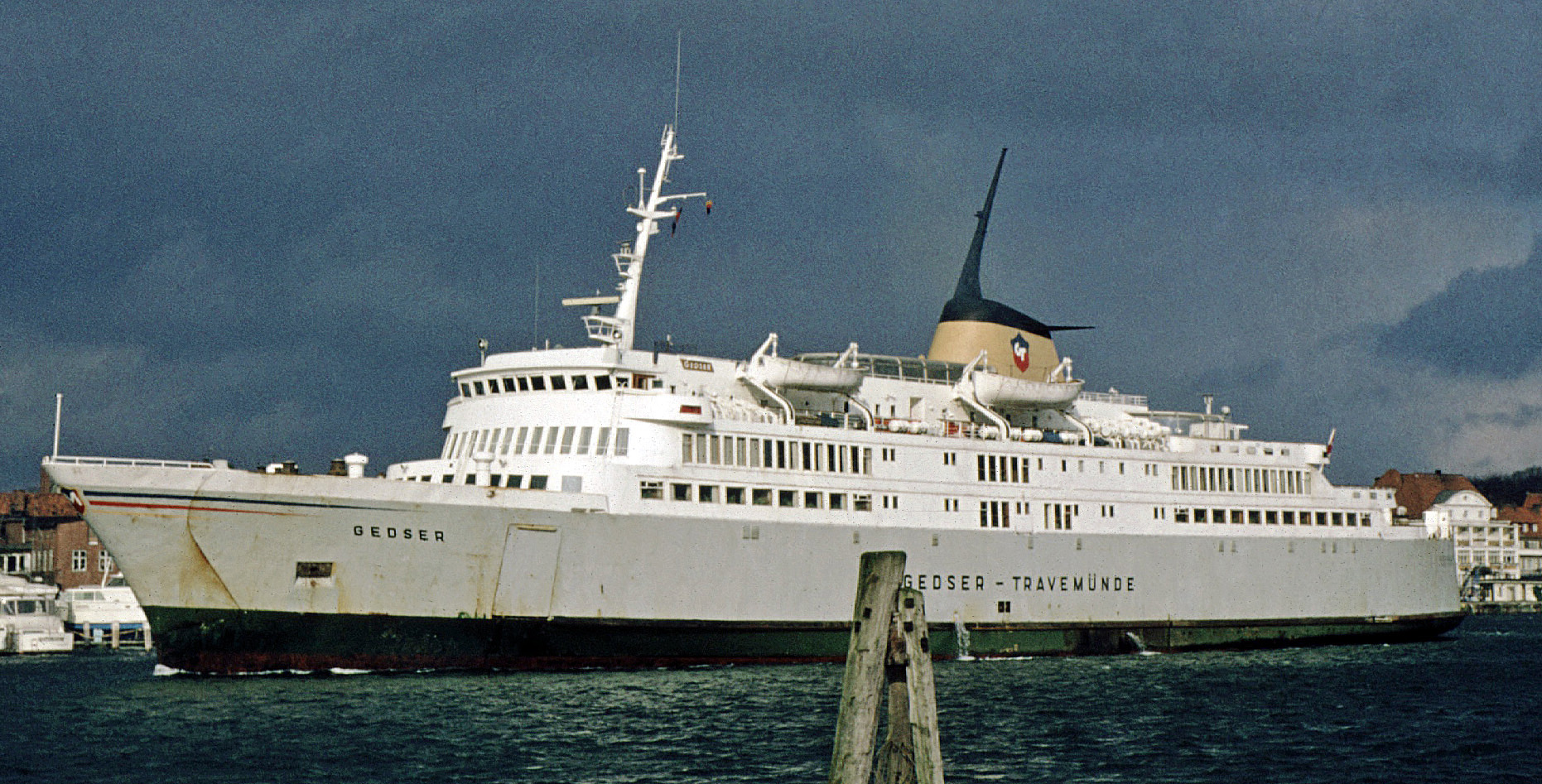
Gedser a Travemünde nel 1975.

Moby Will in servizio per Moby Lines a Cagliari nel 1992.

La nave fu varata il 30 novembre 1967 agli Schiffbau Gesellschaft Unterweser di Bremerhaven, in Germania Ovest, con il nome di Gedser II. In seguito la compagnia proprietaria, la danese Moltzau A/S, decise di ribattezzarla semplicemente Gedser, nome con il quale entrò in servizio, il 4 aprile 1968, tra l'omonimo porto danese e Travemünde. 
Nel gennaio 1976 la nave fu venduta alla Tirrenia di Navigazione, con consegna prevista nel giugno dello stesso anno. Rinominata Malta Express, l'unità prese servizio per Tirrenia a luglio, venendo messa in servizio su una rotta che toccava Napoli, Reggio Calabria, Catania, Siracusa e La Valletta. Nel 1984 il Malta Express fu posto in disarmo, venendo acquistato, quattro anni più tardi, dalla italiana Nav.Ar.Ma. (Navigazione Arcipelago Maddalenino), venendo rinominata Moby Will e immessa nei collegamenti tra Livorno e Bastia.
Nel 1993 la nave passò nuovamente di mano, venendo ceduta alla compagnia saudita Dallah Marine Transport Co. Rinominata Al Judi, fu utilizzata come trasporto per i pellegrini diretti alla Mecca, collegando Port Sudan e Jeddah. Posta temporaneamente in disarmo per un problema ai motori in quest'ultimo porto nel luglio 1995, nel marzo 1998 fu venduta ad un'altra compagnia saudita, continuando nel servizio svolto in precedenza. Nell'aprile 2007 fu venduta a un cantiere di demolizione indiano, arrivando ad Alang con il nome di Aljubi.